# Jean-Marie Gustave Le Clézio
Jean-Marie Gustave Le Clézio, podepisující svá díla jako J. M. G. Le Clézio (* 13. dubna 1940, Nice, Francie), je francouzský spisovatel, romanopisec a překladatel, autor více než čtyř desítek děl. V roce 2008 získal Nobelovu cenu za literaturu.

## Život
Le Cléziův otec pocházel z Bretaně, matka z Francie. Dětství prožil střídavě v Nigérii, Francii a Velké Británii. Le Cléziovy literární začátky lze datovat do roku 1948, kdy jako osmiletý chlapec napsal knížku o moři. V roce 1963 debutoval románem Le Procès-verbal, za který získal Renaudotovu cenu. V průběhu celého svého života hojně cestoval po celém světě (Nigérie, Thajsko, Mexiko, Austrálie) a dlouhodobě pobýval u indiánských kmenů v Panamě a Guatemale, z těchto cest načerpal náměty pro romány a esejistické knihy. Od roku 1990 žije se svojí marockou manželkou střídavě v Albuquerque v Novém Mexiku, na ostrově Mauricius a také na jihu Francie ve svém rodišti v Nice.
Nobelovu cenu získal s odůvodněním, že jde o „autora zlomu, poetického dobrodružství a smyslové extáze, průzkumníka lidství za hranicemi panující civilizace a pod ní“. Do češtiny byla prozatím přeložena tato jeho díla: Zápis o katastrofě (1965), Horečka (1969), Bludná hvězda (1996), Poušť (1996), Lullaby (1996) a Mondo a jiné příběhy (2001).

## Literární tvorba

### Formalistické výzkumy v prvních letech
Vydáním svých prvotních děl (Procès-verbal, La Fièvre, Le Déluge) v šedesátých letech se mladý spisovatel přiblížil k formalistickým výzkumům Nového románu zejména George Pereca, Michela Butora a Nathalie Sarrautové. Tím, že do svých děl zahrnuje téma smutku, strachu a bolu člověka žijícího v městském prostředí, pokračuje tak v existencialistických otázkách a tvrzeních. Navazuje zejména na Alberta Camuse. Procès-verbal připomíná jasně Cizince, ačkoli je zde zároveň určitá podoba s románem Nexus od Henryho Millera.

### Vliv cest a kulturního bádání
Avšak od konce šedesátých let získávají Le Cléziova díla osobnější tón, jsou méně poznamenané formalismem, přesto však neubírají na revoltnosti.
V jeho publikacích převládá téma objevování jiného a nepoznaného, zájem o ekologii (Terra Amata, Le Livre des fuites, La Guerre).
Stále větší vliv na autorovu tvorbu mají také jeho cesty do zahraničí a zejména pak pobyt mezi indiány v Mexiku (Les Géants).
Le Cléziovy eseje zobrazují jeho meditativní blouznění podnícené kulturou indiánů kmene Embera směřující k panteismu (L’Extase matérielle), indiánskou společností, onirismem a drogovými experimenty (Mydriase, Haï), a také neustále přítomné téma hledání úniku ze současné západní a urbanizované společnosti.
Le Cléziovy společenské úvahy jsou však podmíněny i jinými vlivy. Autor sám uvádí jako svou inspiraci básníky Johna Keatse a W. H. Audena. Přiznává zejména vliv J. D. Salingera, kterého četl nejvíce ze všech autorů, Williama Faulknera a Ernesta Hemingwaye. Od prvního převzal Le Clézio rozpor mezi jedincem a společností. Od druhého lyričnost (více a více výraznější) a užití vnitřního monologu, “proudu vědomí” (flux de conscience); od třetího projev a vystupování autora-cestovatele. Zároveň je také ovlivňován Lautréamontovým mysticismem, o němž napsal několik článků a předmluv a také o něm vydal jednu publikaci; některými z postojů a metod Henriho Michauxe (nenávist vůči společnosti, užití drog jako nástroje k rozšíření vědomí), kterému věnoval jednu svou studii; Jako inspirace mu sloužily také projevy duchovní rozepře Antonina Artauda, kterého vnímá jako předchůdce “toho snu o nové zemi kde vše je možné; (…) návratu ke kořenům vědy a poznání; (…) tohoto snu, směsi násilí a mysticismu”. Zkrátka, Le Clézio se nám jeví jako nenasytný autor, prahnoucí po objevování a odhalování nových obzorů, jak to sám dokazuje sepsáním předmluv pro autory rozličného původu: Margaret Mitchellová, Lao She, Thomas Mofolo, V. S. Naipaul a další.
Tento literární vývoj vede k fiktivním románům inspirovaných tématem putování, orinismu a meditace, které nachází velmi pozitivní ohlas u čtenářů, počínaje Mondo et autres histoires z roku 1978 a obzvláště Désert z roku 1980. Od té doby je Le Clézio charakterizován jako nezařaditelný a pokračuje ve zkoumání témat jiného a nepoznaného v Le Chercher d’or, Onitsha nebo Poisson d’or.

### Revoltnost
V roce 1980 se stává Désert prvním úspěšným Le Cléziovým románem.
Rozepře a odpor jsou všudypřítomnými rysy Le Cléziovych děl. Po obviňování urbanistické společnosti a její brutálnosti v jeho prvních dílech, se v autorově pozdější tvorbě objevuje všeobecné zpochybnění západní společnosti. Inspirován svou osobní zkušeností vyhlašuje tak Le Clézio cynicky “válku” obchodnímu světu (La Guerre), skandálnímu vykořisťování dětí (Hasard) a menšinových kultur (od konce osmdesátých let podporuje organizaci ONG Survival International, kde je
členem čestného výboru). Zájem o životní prostředí a znečišťování, který je v Le Cléziových dílech opakovatelně zaznamenán, byl vyzdvihnut Švédskou akademií, která ho kvalifikovala jako “angažovaného ekologistického spisovatele”: pod tímto titulem je označen jako autor knih z let 1960-1970: Terra Amata, Le livre des fuites, La Guerre, Les Géants.
Tato revoltnost zůstává patrná i v autorových úspěšnějších dílech z osmdesátých let: nenávist ke koloniálnímu imperialismu (Désert) a k systému který je jeho důsledkem (Onitsha), odpor k válce (První světová válka v Le Chercher d’or, válka v Biafře v knize Onitsha), k novým formám vykořisťování (prostituce, obchod s bílým masem… v Le Désert). Všechny tyto postoje a aktivity ho vedou na počátku 21. století k napsání děl s daleko více zahořklým tónem a více kritickým vůči modernizaci západního světa, obzvláště tomu tak je v románu Ourania (2005). Kniha popisuje příběh skupiny vědců z jednoho zatraceného mexického údolí, kteří kategoricky odmítají moderní svět. Jiným příkladem je román Raga. Approche du continent invisible (2006), horoucí obhajoba obyvatel ostrovů ležících v Oceánii, kteří jsou ohroženi globalizací.

### Téma rodiny a znaky autobiografie
V polovině osmdesátých let začíná Le Clézio zahrnovat do svých děl i osobnější témata, zvláště pak ta která mu připomínají jeho rodinu. Zápletky a osoby v jeho dílech jsou inspirovány jeho blízkými. Vypravěč Alexis, z Cercheur d’or (1985) je inspirován Le Cléziovým dědečkem Léonem, kterému je román věnován a který zároveň vypráví Voyage à Rodrigues. Tato tendence je ještě silnější v románu Onistha z roku 1991, vydaného na poctu Africe, který je inspirován Le Cléziovým dětstvím. Poté se do středu dění opět dostává Le Cléziův dědeček v díle La Quarantaine z roku 1995. Sklon k autobiografii se pak jasně projevuje v díle Révolutions z roku 2003. Po dědečkovi je na řadě Le Cléziův otec, který vystupuje v díle L’Africain z roku 2004 předtím než se Le Clézio nechá inspirovat svou matkou pro postavu Ethel Brun v knize Ritournelle de la faim.

## Dílo
- Le procès-verbal (1963, Zápis o katastrofě, česky 1965)
- La fièvre (1963, Horečka, česky 1967)
- Le Déluge (1966, Potopa)
- L’extase matérielle (1967)
- Terra amata (1967)
- Le livre des fuites (1969, Kniha úniků) - román, který je příběhem muže, jenž se bezvýsledně snaží vymanit z pout moderní civilizace.
- La guerre (1970, Válka)
- Haï (1971)
- Mydriase (1973)
- Les géants (1973, Obři) - román, který je podobenstvím o postavení člověka v moderní industriální společnosti, kde jako neporazitelné obry autor chápe všudypřítomnou techniku a reklamu.
- Voyages de l’autre côté (1975)
- Les prophéties du Chilam Balam (1976)
- Vers les icebergs (1978)
- Mondo et autres histoires (1978, Mondo a jiné příběhy, česky 2001)
- L’inconnu sur la terre (1978)
- Trois villes saintes
- Désert (1980, Pustina, česky 1996) - jeden z vrcholných románů: Le Clézio zde zobrazil ve dvou paralelních příbězích střetnutí dvou kultur, kultury pouštních lidí marockého nomádského kmene s "kulturní pouští" moderního francouzského města; kniha otevřeně demaskuje iluze o civilizačním poslání bílé rasy a její nadřazenosti nad ostatními, údajně zaostalými a primitivními národy. Obdržela cenu Grand Prix Paul Morand Francouzské akademie.
- La ronde et autres faits divers (1982)
- Relation de Michoacan
- Le Chercheur d’or (1985, Hledač zlata)
- Diego et Frida
- Voyage à Rodrigues
- Le rêve mexicain ou la pensée interrompue (1988)
- Printemps et autres saisons (1989, Jaro a jiná období)
- Onitsha (1991)
- Étoile errante (1992, Bludná hvězda, česky 1996) - jeden z vrcholných románů, kde se Le Clézio vrací k tematice 2. světové války: na životních příbězích dvou dívek, francouzské židovské dívky Ester a mladé Arabky Nandže, zobrazuje nelidskost a tragiku války, která nutí lidi k zoufalému útěku z domova a bloudění.
- Pawana
- La quarantaine
- Poisson d’or (Zlatá ryba)
- Gens des nuages
- La fête chantée
- Hasard
- Cœur brûle et autres romances
- Révolutions
- L’Africain (2004)
- Ourania (2006)

## Umělecká ocenění
- 1963: Renaudotova cena
- 1972: Cena Valery Larbauda
- 1980: Cena za literaturu Paula Moranda
- 1997: Cena Jeana Giona
- 1998: Cena Prince-de-Monaco
- 2008: Nobelova cena za literaturu